# Чесапік (Міссурі)
Чесапік (англ. Chesapeake) — переписна місцевість (CDP) в США, в окрузі Лоуренс штату Міссурі. Населення — 48 осіб (2020).

## Географія
Чесапік розташований за координатами 37°6′53″ пн. ш. 93°40′44″ зх. д. / 37.11472° пн. ш. 93.67889° зх. д. (37.114809, -93.678794).  За даними Бюро перепису населення США в 2010 році переписна місцевість мала площу 1,16 км², з яких 1,15 км² — суходіл та 0,00 км² — водойми.

## Демографія
Згідно з переписом 2010 року, у переписній місцевості мешкало 49 осіб у 21 домогосподарстві у складі 13 родин. Густота населення становила 42 особи/км².  Було 23 помешкання (20/км²).
Расовий склад населення:
| - 89,8 % — білих - 2,0 % — чорних або афроамериканців |

До двох чи більше рас належало 8,2 %. Частка іспаномовних становила 0,0 % від усіх жителів.
За віковим діапазоном населення розподілялося таким чином: 22,4 % — особи молодші 18 років, 63,3 % — особи у віці 18—64 років, 14,3 % — особи у віці 65 років та старші. Медіана віку мешканця становила 40,5 року. На 100 осіб жіночої статі у переписній місцевості припадало 122,7 чоловіків;  на 100 жінок у віці від 18 років та старших — 111,1 чоловіків також старших 18 років.
Цивільне працевлаштоване населення становило 64 особи. Основні галузі зайнятості: інформація — 75,0 %, будівництво — 25,0 %.